# لجنة التحقيق للعمل التحضيري من أجل الاستقلال
لجنة التحقيق للعمل التحضيري من أجل الاستقلال يشار إليها أحيانًا باسم لجنة التحقيق في العمل التحضيري من أجل الاستقلال الإندونيسي هي منظمة تم إنشاؤها في مارس 1945 من قبل السلطة العسكرية اليابانية في جاوة خلال احتلال اليابان لإندونيسيا كمرحلة أولى لإقامة الاستقلال للمنطقة الخاضعة لسيطرة الجيش الياباني السادس عشر. عقدت اللجنة جلستين عامتين: الأول كانت في الفترة من 29 مايو إلى 1 يونيو 1945، والثانية ما بين 10 ويوم 17 يوليو 1945.

## خلفية
إدراك اليابانيون أنهم سيخسرون الحرب، في 7 سبتمبر 1944 وعد رئيس الوزراء الياباني كونياكي كويزو بـ «الاستقلال المستقبلي لجزر الهند الشرقية الهولندية»، دون تحديد المدى الدقيق للأمة التي سيتم تأسيسها. لم تكن البحرية اليابانية مؤيدة لهذه الفكرة، لكن الجيش الخامس والعشرين في سومطرة أنشأ مجلسًا استشاريًا مركزيًا برئاسة محمد سجفي الذي عقد مرة واحدة فقط. على الرغم من معارضة البحرية، بدأت نائبة الأدميرال مايدا تاداشي ضابط الاتصال في الجيش البحري بتمويل جولات التحدث من قبل القوميين الإندونيسيين سوكارنو وهتا. تم تشكيل مجموعات أخرى مدنية وعسكرية، وبدأ تعيين الإندونيسيين في مناصب إدارية. بعد الهزيمة اليابانية في معركة خليج بسست وتحرير الفلبين، تخلى اليابانيون عن الأمل في تحويل إندونيسيا إلى دولة عميلة، وبدأوا الآن في محاولة للفوز بحسن النية. ومع ذلك فإن تمرد ميليشيا بيتا في بليتار في فبراير 1945 أظهر أن اليابانيين كانوا يفقدون السيطرة.

## التكوين
تم الإعلان عن لجنة التحقيق للعمل التحضيري من أجل الاستقلال من قبل الجيش السادس عشر في 1 مارس 1945 للعمل على «الاستعدادات للاستقلال في منطقة حكومة جزيرة جاوة». في الأشهر الثلاثة التي سبقت إنشاء اللجنة ناقش مجلس استشاري مكون من 19 عضوًا أو سانيو كايجي برئاسة سارتونو التنظيم وجدول الأعمال والعضوية فيه. تضم العضوية 30 إندونيسيًا و3 يابانيين وممثلًا واحدًا عن كل من المجموعات العرقية الصينية والعربية والهولندية. وافق مجلس الإدارة على الخطة اليابانية على مرحلتين للجنة التحقيق في جاوة، تليها لجنة الإعداد لجميع إندونيسيا. ووافقت أيضًا على أنه لن يتم مناقشة أراضي الدولة المستقلة، وقد اجتمعت اللجنة أخيرًا في المبنى الذي كان يستخدمه سابقًا فولكسراد (مجلس الشعب)، الذي أنشأه الهولنديون. قام اليابانيون بتعيين 59 عضوًا يمثلون المجموعات الرئيسية في جاوة ومادورا. تضمنت العضوية ثمانية يابانيين من بينهم أحد نواب الرئيس.
في 25 يوليو تم إنشاء منظمة مماثلة من قبل الجيش الياباني 25 في سومطرة، برئاسة محمد سجفي. في شرق إندونيسيا سمحت البحرية اليابانية السلطة القائمة بالاحتلال بإنشاء حزب وطني قصير الأجل وعاجز برئاسة سلطان العظام، ولكن تم حظره بعد ستة أسابيع.